# 紫凤冠蜂鸟
，是雨燕目蜂鸟科的一种鸟类。
紫凤冠蜂鸟体重约4克，翼长约47.5毫米，嘴峰长约19.1毫米，喙宽度约1.5毫米，喙厚度约1.9毫米，跗蹠长约4.4毫米，尾长约31毫米。紫凤冠蜂鸟在其分布区内为留鸟，其栖息在密集的人工改造的环境中，食性为草食性，主要食物来源是植物的花蜜。
紫凤冠蜂鸟分布于巴拉圭东部和阿根廷东北部米西奥内斯省至巴西南部。该物种是单型物种，没有亚种分化。